# Episynlestes intermedius
Episynlestes intermedius là loài chuồn chuồn trong họ Synlestidae. Loài này được Theischinger & Watson mô tả khoa học đầu tiên năm 1985.